# Кубелик, Ян
Ян Кубелик (чеш. Jan Kubelík; 5 июля 1880, Прага — 5 декабря 1940, там же) — чешский скрипач и композитор. Отец Рафаэля Кубелика.
Его отец, садовник по профессии, был скрипачом-любителем. Он обучал своих двух сыновей игре на скрипке и, обнаружив талант Яна, которому в то время было пять лет, организовал его обучение у Карела Вебера и Карела Ондржичека.
В возрасте восьми лет он учился в Пражской консерватории, ученик Отакара Шевчика. Концертировал по всему миру с 1898 г. Один из лучших скрипачей-виртуозов своего времени. Автор оригинальной музыки, в том числе шести концертов для скрипки с оркестром.
11 мая 1940 года у него был концерт в зале Сокол-хауса в Невеклове. Это было его последнее публичное выступление. Он умер в Праге от рака. Похоронили его на Вышеградском кладбище.